# Sociedade Germânia (Porto Alegre)
Nota: para o clube homônimo do Rio de Janeiro, consulte Sociedade Germânia.

Villa Palmeiro, sede da Sociedade Germânia de 1921 a 1981, quando foi demolida. Mídia sob a guarda do Arquivo Nacional

A Sociedade Germânia é o mais antigo clube social e recreativo da cidade de Porto Alegre, capital do estado brasileiro do Rio Grande do Sul.
Foi fundada em 1º de junho de 1855 com o nome Gesellschaft Germania, por um grupo de alemães da elite porto-alegrense. Sua primeira sede foi um casarão na antiga rua Conde d'Eu. Em 13 de dezembro de 1886 inaugurou uma suntuosa sede própria na rua Doutor Flores, que foi incendiada em 1917 durante manifestações populares anti-alemãs. Em 1921, recebendo o valor do seguro que havia feito contra sinistros, a sociedade adquiriu para sua nova sede um elegante palacete em estilo neoclássico na praça Júlio de Castilhos, a Villa Palmeiro, e em 1925 o terreno da sede anterior foi desapropriado pela Prefeitura para a abertura da avenida Otávio Rocha. A Villa Palmeiro era propriedade de Luiz Lara da Fontoura Palmeiro e foi vendida por sua viúva à Sociedade Germânia. Em 1926 foi inaugurado um novo salão de festas anexo, com projeto de Theo Wiederspahn. Ali por muitos anos foram realizados grandes eventos e recepções oficiais.
A sociedade não apenas oferecia um espaço de sociabilidade, com áreas de convívio, jogos, leitura, bailes e banquetes, também organizava eventos como quermesses, apresentações de música, teatro e dança. Além disso, assim como outras sociedades alemãs fundadas no estado, a Germânia atuava como um foco de resistência contra a aculturação e de preservação e fomento da identidade, da língua, da cultura, dos costumes e das tradições germânicas. A partir de 1880 a cada quatro anos, durante o Carnaval, organizava um luxuoso baile de máscaras e um grande desfile pelas ruas da capital. Ernst von Hesse-Wartegg deixou um testemunho sobre uma apresentação de teatro no início do século XX: "Os atores, em geral amadores, desempenharam seus papéis de maneira brilhante, a platéia era composta por jovens e encantadoras moças, graciosas senhoras em elegantes trajes e senhores de aparência irrepreensível. Eu poderia imaginar-me participando de um baile na corte de algum príncipe, e a dança que se seguiu foi um verdadeiro baile de corte". Também contribuiu para o fomento dos esportes na cidade, especialmente o futebol.
Nas comemorações de seus 75 anos em 1930 foi publicado um álbum ilustrado sobre sua trajetória e realizou-se um grande baile que contou com a presença do governador do estado, e no mesmo ano em seus salões o governo organizou um banquete para comemorar a vitória da Revolução de 1930. Em 1934, em sua sede foram realizadas as reuniões que resultaram na fundação do clube de regatas Veleiros do Sul.
Durante a II Guerra Mundial, novamente sob pressões anti-germânicas, a sociedade foi obrigada pelo DOPS a mudar seu nome, passando a se chamar Sociedade Independência, seu edifício foi saqueado, e em 1942 foi confiscado pelo governo para instalação do comando da V Zona Aérea, sendo devolvido à sociedade em 1953.
Em 1971 num contexto mais favorável à expressão da germanidade, uma assembleia geral resolveu retomar a denominação de Sociedade Germânia. A terceira sede foi demolida em 1981, apesar de ter sido anteriormente tombada, e em permuta pelo imóvel, a sociedade recebeu dois andares, depósitos e garagens em um prédio a ser construído no mesmo local, inaugurado em 1982, onde permanece em atividade e dispõe de vários espaços para eventos diversos. Em 1985, comemorando seus 130 anos, foi publicado um livro sobre sua história. Há mais de 35 anos realiza um tradicional bazar de Natal.